# Gelobet seist du, Jesu Christ, BWV 91
Gelobet seist du, Jesu Christ, BWV 91 (Siguis lloat, Jesucrist), és una cantata religiosa de Johann Sebastian Bach per al dia de Nadal, estrenada a Leipzig el 25 de desembre de 1724.

## Origen i context
D'autor desconegut, tota la cantata està impregnada per l'himne de Luter, contingut en el primer cançoner de Wittenberg de 1524, que li dona títol, propi del dia de Nadal. D'acord amb la solemnitat del dia, s'afegeixen trompetes i timbals al conjunt instrumental. Forma part del primer cicle de cantates corals (1724-25); i per a aquest dia es conserven, a més, les cantates BWV 63, BWV 110, BWV 191, i la primera de l'Oratori de Nadal (BWV 248).

## Anàlisi
Obra escrita per a soprano, contralt, tenor, baix i cor; dues trompes, timbals, tres oboès, corda i baix continu. Consta de sis números.
1. Cor: Gelobet seist du, Jesu Christ (Siguis lloat, Jesucrist)
2. Recitatiu (soprano): Der Glanz der höchsten Herrlichkeit (L'esplendor del Déu suprem)
3. Ària (tenor): Gott, dem der Erden Kreis zu klein (Déu, a qui li és massa petit tot el món)
4. Recitatiu (baix): O Christenheit! (Oh cristians!)
5. Ària (duet de soprano i contralt): Die Armut, so Gott auf sich nimmt (La pobresa que Déu s'ha carregat)
6. Coral: Das hat er alles uns getan (Amb tot el que fa a favor nostre)

El cor inicial necessita els efectius al complet, i és un bon exemple de fusió típica d'un concertant instrumental amb el desenvolupament coral de la melodia de l'himne protagonista de la cantata. Des del punt de vista instrumental hi ha tres grups, que per ordre d'actuació són: les trompes i els timbals, els oboès i la corda; el conjunt fa de fons al coral on destaca el soprano. En el número 2, el soprano alterna passatges en recitatiu secco en el text inventat i seqüències d'arioso quan canta les estrofes de l'himne de Luter. L'ària de tenor següent, amb ritme de dansa, té un acompanyament instrumental gens habitual, tres oboès i continu, que li dona un clima pastoral. El recitatiu de baix, número 4, acompanyat de tota la corda, condueix al duet de soprano i contralt amb els violins a l'uníson, on Bach exposa musicalment dues idees, cromatismes per a la pobresa i vocalitzacions per a la salut eterna. En el coral final se sent la setena estrofa de l'himne de Luter, on els tres oboès i el primer violí reforcen el soprano, mentre que el contralt, el tenor i el baix ho són pel segon violí, la viola i el continu, respectivament. Té una durada aproximada d'uns vint minuts.

## Discografia seleccionada
- J.S. Bach: Das Kantatenwerk. Sacred Cantatas Vol. 5. Gustav Leonhardt, Knabenchor Hannover (Heinz Hening, director), Collegium Vocale Gent (Philippe Herreweghe, director), Leonhardt-Consort, Detlef Bratschke (solista del cor), Paul Esswood, Kurt Equiluz, Max van Egmond. (Teldec), 1994.
- J.S. Bach: The complete live recordings from the Bach Cantata Pilgrimage. CD 54: St Bartholomew’s, Nova York; 25 de desembre de 2000. John Eliot Gardiner, Monteverdi Choir, English Baroque Soloists, William Towers, James Gilchrist, Peter Harvey. (Soli Deo Gloria), 2013.
- J.S. Bach: Complete Cantatas Vol. 12. Ton Koopman, Amsterdam Baroque Orchestra & Choir, Lisa Larsson, Annette Markert, Christoph Prégardien, Klaus Mertens. (Challenge Classics), 2007.
- J.S. Bach: Cantatas Vol. 31. Masaaki Suzuki, Bach Collegium Japan, Yukari Nonoshita, Robin Blaze, Gerd Türk, Peter Kooij. (BIS), 2006.
- J.S. Bach: Church Cantatas Vol. 29. Helmuth Rilling, Gächinger Kantorei, Bach-Collegium Stuttgart. (Hänssler), 1999.
- J.S. Bach: Cantatas for the Liturgical Year Vol. 14. Sigiswald Kuijken, La Petite Bande. Gerlinde Sämann, Petra Noskaiova, Christoph Genz, Jan van Crabben. (Accent), 2011.
- J.S. Bach: Advent & Christmas Cantatas. Philippe Herreweghe, Collegium Vocale Gent, Dorothee Blotzky-Mields, Ingeborg Danz, Mark Padmore, Peter Kooy. (Harmonia Mundi), 2010.